# Paulo de Almeida
Paulo de Almeida (Campos dos Goytacazes, 15 september 1933 – aldaar, 8 november 2013) was een Braziliaanse voetballer. Zijn spelersnaam was Paulinho, een naam die ook gegeven werd aan zijn tijdgenoot Paulo de Almeida Ribeiro, die zelfs een gelijkaardige achternaam had.

## Biografie
Hij begon zijn carrière bij Flamengo op 8 april 1951 in een wedstrijd tegen Bonsucesso. Hij speelde tot 1957 voor de club en werd van 1953 tot 1955 met de club staatskampioen. Hij werd in 1955 ook topschutter van het Campeonato Carioca en scoorde dat jaar een hattrick tegen aartsrivaal Fluminense, het werd in totaal 6-1. In 1957 trok hij naar Palmeiras, waar hij in 1959 nog mee het Campeonato Paulista veroverde.
Paulinho speelde ook enkele wedstrijden voor het nationale elftal in 1956 en scoorde op 9 mei van dat jaar zijn enige doelpunt voor de ploeg in de 2-4 nederlaag tegen Engeland.
Hij overleed in 2013 aan een longontsteking.